# Cullengetal
In de wiskunde is een Cullengetal een natuurlijk getal van de vorm {\displaystyle C_{n}=n\cdot 2^{n}+1,} met {\displaystyle n} een natuurlijk getal ongelijk aan 0. Cullengetallen werden als eerste bestudeerd door James Cullen in 1905. Cullengetallen vormen een speciaal geval van Prothgetallen.

## Geschiedenis
De Ierse jezuïetenpater en wiskundige James Cullen hield zich in 1905 bezig met de nu naar hem genoemde getallen. Het was hem opgevallen dat behalve {\displaystyle C_{1}=3} alle getallen van deze vorm tot aan {\displaystyle C_{99}} samengesteld zijn en dus geen priemgetallen zijn. Hij was niet zeker wat het getal {\displaystyle C_{53}} betreft, maar Allan J.C. Cunningham nam in 1906 deze onzekerheid weg, door aan te tonen dat 5591 een deler is. Cunningham bewees dat alle getallen {\displaystyle C_{n}} met {\displaystyle n\leq 200} samengesteld zijn, met als mogelijke uitzondering {\displaystyle n=141.}
In 1958 bevestigde Raphael M. Robinson dat 18496 een priemgetal is, en toonde aan, dat met uitzondering van {\displaystyle C_{1}} en {\displaystyle C_{141}} alle Cullengetallen voor {\displaystyle n\leq 1000} samengesteld zijn.
In 1984 bewees Wilfrid Keller dat {\displaystyle C_{4713},\ C_{5795},\ C_{6611}} en {\displaystyle C_{18496}} eveneens priem zijn, maar dat alle andere Cullengetallen voor {\displaystyle n\leq 30000} samengesteld zijn.

## Eigenschappen
In 1976 toonde Christopher Hooley aan dat de natuurlijke dichtheid van natuurlijke getallen {\displaystyle n} waarvoor {\displaystyle C_{n}} priem is, van de orde {\displaystyle o(x)} is voor {\displaystyle x\to \infty .} In dit opzicht zijn bijna alle Cullengetallen samengesteld; de enig bekende Cullenpriemgetallen zijn die met {\displaystyle n=1,141,4713,5795,6611,18496,32292,32469,59656,90825,262419,361275} en {\displaystyle 481899}. Vermoed wordt wel dat er oneindig veel Cullenpriemgetallen zijn.
Sinds augustus 2009 is het grootste bekende Cullenpriemgetal het getal 6679881 × 26679881 + 1 bestaande uit 2,010,852 cijfers.
Een Cullengetal {\displaystyle C_{n}} is deelbaar door {\displaystyle p=2n-1} als {\displaystyle p} een priemgetal is van de vorm {\displaystyle 8k-3.} Verder volgt uit de kleine stelling van Fermat dat als {\displaystyle p} een priemgetal anders dan 2 is, {\displaystyle p} deler is van {\displaystyle C_{m(k)}} voor iedere {\displaystyle m(k)=(2^{k}-k)(p-1)-k} met {\displaystyle k>0.} Ook is aangetoond dat het priemgetal {\displaystyle p} deler is van {\displaystyle C_{(p+1)/2}} als 2 geen kwadratisch residu is modulo {\displaystyle p,}, en dat als 2 wel een kwadratisch residu is modulo {\displaystyle p,} {\displaystyle p} deler is van {\displaystyle C_{(3p-1)/2}.}
Het is tot nu toe onbekend of er een priemgetal {\displaystyle p} is zodat {\displaystyle C_{p}} ook een priemgetal is.

## Generalisaties
Soms wordt een gegeneraliseerd Cullengetal gedefinieerd als een getal van de vorm {\displaystyle n\cdot b^{n}+1,} waarin {\displaystyle n+2\geq b.} Als een priemgetal in deze vorm geschreven kan worden, wordt het een gegeneraliseerd Cullenpriemgetal genoemd. Woodallgetallen worden soms Cullengetallen van de tweede soort genoemd.